# Dialekt środkowosłowacki
Dialekt środkowosłowacki, gwary środkowosłowackie (słow. stredoslovenské nárečia) – regionalne odmiany języka słowackiego, obejmujące zasięgiem rejon Liptowa, Orawy, Turca, Tekova, Hontu, Novohradu, Gemeru oraz region zwoleński. Pod względem fonetycznym i gramatycznym są zbliżone do współczesnego języka literackiego.

## Charakterystyka
Do charakterystycznych cech gwar środkowosłowackich należą:
- akcent na pierwszej sylabie słowa
- sylaby ra-, la- (zamiast ro-, lo-) na początku niektórych wyrazów (ražeň, rakita, lakeť)
- samogłoska a w miejsce jerów w słowach baza, daska, dážď, raž, chrbát
- samogłoska ä (w sylabach krótkich) względnie dwugłoska ia (w sylabach długich) w miejsce pierwotnego nosowego e (piatok, ďeviati, pamiatka)
- częste występowanie dwugłosek ia, ie, iu, uo (seďia, smiech, stuol)
- szerszy zakres stosowania spółgłosek miękkich ď, ť, ň, ľ
- l w miejscu dl, tl (salo, omelo)
- bilabialne u w miejsce -l czasu przeszłego (bou) oraz w miejsce v we wnętrzu lub na końcu słowa (hláuka)
- występują grupy spółgłoskowe šť, žď
- obowiązuje zasada rytmiczna
- narzędnik liczby pojedynczej rzeczowników i przymiotników rodzaju żeńskiego oraz zaimków pierwszej i drugiej osoby przybiera końcówkę -ou (s peknou ženou, so mnou)
- mianownik liczby mnogiej niektórych rzeczowników rodzaju męskiego przybiera końcówkę -ia (braťia, sinovia)
- mianownik liczby pojedynczej przymiotników rodzaju nijakiego przybiera końcówkę -uo (peknuo)
- miejscownik liczby pojedynczej przymiotników rodzaju męskgo i nijakiego oraz zaimków przybiera końcówkę -om (dobrom, o ňom)
- trzecia osoba liczby mnogiej czasownika byť brzmi sa (zamiast sú)
- charakterystyczne elementy leksykalne, po części tożsame ze słownictwem zachodniosłowackim; do wyrazów środkowosłowackich należą m.in. hábi, klobúk, šatka, praženica, vrecko, pŕhľava, klinček, pôľka

## Podział wewnętrzny

### WedługEncyklopédii Slovenska
- severná skupina stredoslovenských nárečí:
  - liptovské nárečia
  - oravské nárečia
  - turčianske nárečia
  - hornonitrianske nárečia
- južná skupina stredoslovenských nárečí:
  - západná skupina:
    - zvolenské nárečia
    - tekovské nárečia
    - hontianske nárečia
    - novohradské nárečia

  - východná skupina:
    - ipeľské nárečia
    - gemerské nárečia

### Według portalu slovake.eu
- gwary liptowskie
- gwary orawskie
- gwary turczańskie
- gwary górnonitrzańskie
- gwary zwoleńskie
- gwary tekowskie
- gwara hontiańska
- gwary novohradskie
- gwary gemerskie